# Randa Sinioraová
Randa Sinioraová, nepřechýleně Randa Siniora, celým jménnem Randa George Yacoub Siniora (* asi 1961) je palestinská bojovnice za lidská práva a práva žen. Po tři desetiletí dokumentovala porušování lidských práv na okupovaných palestinských územích a v současnosti je generální ředitelkou Centra pro ženy pro právní pomoc a poradenství (WCLAC) v Jeruzalémě.

## Život
Studovala  na University of Essex ve Spojeném království, kde studovala právní problematiku týkající se lidských práv, a na Americké univerzitě v Káhiře, kde získala doktorát ze sociologie-antropologie. Její doktorská práce o ženách pracujících v textilkách na Západním břehu Jordánu, které vyrábějí zboží pro izraelské firmy, byla později zveřejněna káhirskou Americkou univerzitou. Aby vysvětlial relativně nízkou úroveň politické a pracovní organizace mezi těmito ženami, zdůraznial sociální kontinuitu patriarchálních struktur, které ovládají ženy doma i v práci.
V letech 1987 až 1997 byla právní vyšetřovatelkou a koordinátorkou programu pro práva žen v organizaci pro lidská práva Al-Haq. Její úsilí o dosažení konsensu o potřebě právních změn na ochranu žen přerušila první intifáda.
Od roku 1997 do roku 2001 byla vedoucí oddělení vytváření sítí a advokacie v Centru pro ženy pro právní pomoc a poradenství. V letech 2001 až 2005 byla generální ředitelkou Al-Haq.
Od září 2007 do června 2015 byl vrchním výkonnou ředitelkou Nezávislé komise pro lidská práva (anglicky The Independent Commission for Human Rights, zkratka ICHR) v Palestině. V roce 2015 se stala generální ředitelkou ženského centra právní pomoci a poradenství.
V říjnu 2018 se stala prvním palestinským aktivistou, který vystoupil v Radě bezpečnosti OSN. Odhalila problém vysoké míry domácího násilí a zvyšující se míry vražd žen na okupovaných územích. Odhalila také širší problém politického vyloučení žen.

## Dílo
- Palestinian Labor in a Dependent Economy: Women Workers in the West Bank Clothing Industry. Cairo Papers in Social Science, Vol. 12, Monograph 3. Cairo: American University in Cairo Press.
- 'Lobbying for a Palestinian Family Law: The Experience of the Palestinian Model Parliament: Women and Legislation'. Paper for the Conference on Islamic Family Law in the Middle East and North Africa, Amman, 2000.